# Aztlán (Chiapas)
Aztlán es una localidad del estado mexicano de Chiapas. Es parte del municipio de Ixtapa.

## Toponimia
El nombre «Aztlán» proviene de los términos en náhuatl astatl, garza; tlan, lugar. Su significado es «lugar de las garzas».

## Demografía
| Gráfica de evolución demográfica |
|                                  |

| Censo | Población |
| ----- | --------- |
| 1900  | 103       |
| 1910  | 170       |
| 1921  | 79        |
| 1930  | 57        |
| 1940  | 182       |
| 1950  | 318       |
| 1960  | 313       |
| 1970  | 307       |
| 1980  | 455       |
| 1990  | 668       |
| 2000  | 944       |
| 2010  | 1 148     |
| 2020  | 1 359     |